# Operazione Tonga
Operazione Tonga fu il nome in codice dato alle operazioni militari eseguite dalla 6ª Divisione aviotrasportata britannica tra la sera del 5 e la sera del 6 giugno 1944, durante l'Operazione Overlord, l'invasione alleata della Normandia.
La 6ª Divisione – a cui venne aggregato un battaglione canadese e uno di fanteria leggera su alianti – sarebbe stata paracadutata a est delle zone di sbarco, non lontano dalla città di Caen, per proteggere il fianco sinistro dell'invasione. La zona prescelta era situata tra i fiumi Orne e Dives mentre a sud era delimitata dalla foresta di Bavent. Il compito della divisione era di impossessarsi di un ponte sull'Orne e uno sul Canale di Caen, distruggerne altri sul Dives e prendere il controllo di centri abitati in punti strategici del territorio. Un ultimo obiettivo focale era la distruzione della batteria di artiglieria pesante a Merville, che avrebbe potuto infliggere perdite pesanti alle truppe sbarcate sulla spiaggia di Sword Beach.
Il maltempo e i problemi di navigazione dispersero le truppe sul territorio, limitando la loro capacità di riunirsi e diminuendone così l'efficacia in battaglia, come avvenne nell'assalto alla batteria di Merville. Nonostante ciò, i paracadutisti riuscirono a portare a termine i loro obiettivi; il loro assalto impedì alle truppe tedesche di organizzare un'efficace controffensiva e i loro contrattacchi sparsi non impedirono ai britannici di resistere fino al sopraggiungere delle truppe dalla spiaggia.

## Gli antefatti

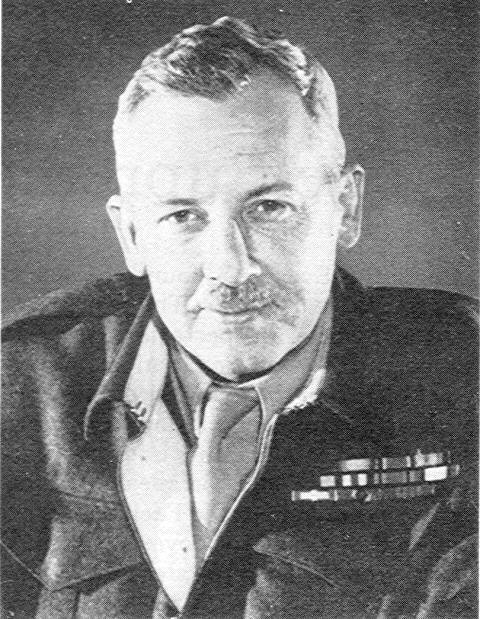
Frederick E. Morgan, il pianificatore di Overlord

La decisione d'invadere la Francia settentrionale nella metà del 1944 fu presa da Winston Churchill e Franklin Roosevelt alla Conferenza di Washington nel maggio 1943. I due scelsero indicativamente il maggio del 1944 come periodo di esecuzione dell'operazione e le diedero il nome di Overlord; venne deciso di creare uno staff di pianificazione congiunto angloamericano che fu affidato al generale Frederick Edgeworth Morgan.
Già le prime bozze dell'operazione prevedevano l'impiego di truppe aviotrasportate in supporto alle forze di terra: un gruppo a est, presso Caen, e uno sulla penisola del Cotentin, a ovest. In definitiva, Morgan e il suo staff decisero che lo sbarco doveva avvenire su una striscia di terra lunga circa 50 km a ovest del fiume Orne. Il principale supporto sarebbe giunto da tre divisioni paracadutiste, due sul Cotentin e una vicino a Caen, per impossessarsi delle strade che avrebbero condotto le truppe fuori dalle spiagge.
Con la nomina di Bernard Law Montgomery a comandante delle truppe da sbarco, furono apportate diverse modifiche. Il 21 gennaio 1944, fu presentato al Comandante supremo delle forze alleate Dwight Eisenhower un piano che allargava l'area di sbarco anche alla penisola del Cotentin e confermava l'impiego di paracadutisti per proteggere i fianchi dell'invasione: due divisioni statunitensi a ovest e una britannica a est.

## Le forze britanniche

### La preparazione

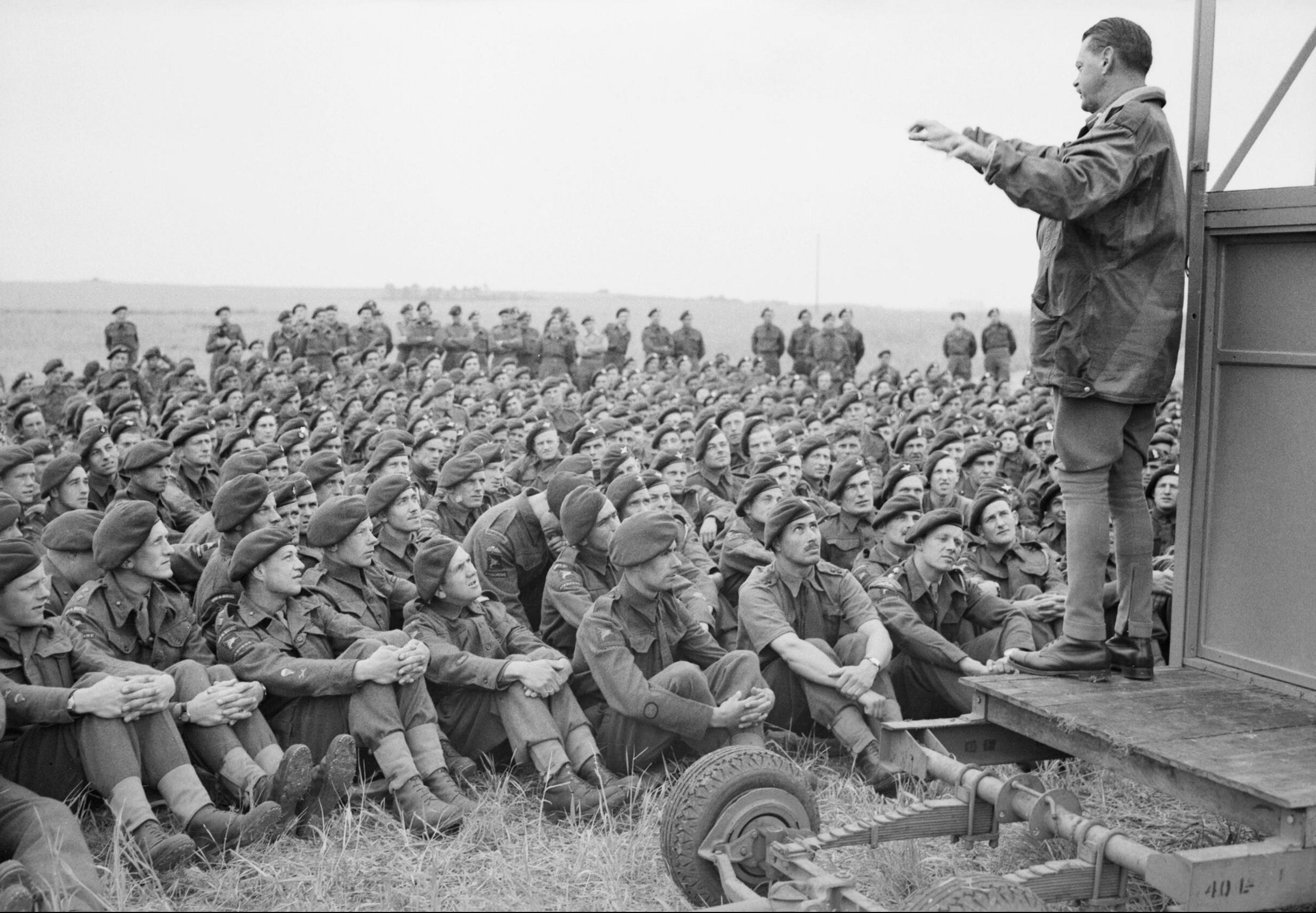
Il generale Gale mentre parla ai paracadutisti della 6ª Divisione

La 6ª Divisione aviotrasportata, al comando di Richard Gale, fu scelta per questa missione, nonostante fosse stata creata solo nel 1943 e fosse alla prima esperienza in combattimento. Il 17 febbraio 1944, il generale delle forze aviotrasportate britanniche Frederick Browning consegnò gli ordini dell'operazione ora denominata Tonga a Gale. Inizialmente era previsto l'impiego di una sola brigata e una batteria anticarro sarebbe stata accorpata alla 3ª Divisione britannica, che doveva sbarcare su Sword Beach. La brigata avrebbe dovuto conquistare e mantenere il controllo di due ponti principali, distruggere la batteria d'artiglieria a Merville e cinque ponti sul fiume Dives, creando una linea difensiva tra i pendii a sud di Ranville e Le Mesnil. Gale, però, obiettò che una brigata non sarebbe stata sufficiente per raggiungere tutti questi obiettivi e chiese di poter impiegare tutta la divisione; dopo aver chiesto ai suoi superiori, Browning acconsentì.
Le aree designate per l'arrivo della divisione erano divise in zone di lancio (ZL) e zone d'atterraggio (ZA). Alle zone di lancio corrispondevano i paracadutisti, che si lanciavano dagli aerei a bassa quota, mentre alle zone d'atterraggio erano stati assegnati i soldati trasportati da alianti, i quali venivano inizialmente trainati da velivoli a motore per poi sganciarsi e planare in silenzio. Il piano d'invasione fu diviso in due fasi, la prima e principale, fu chiamata Operazione Tonga: sarebbe iniziata nella notte tra il 5 e il 6 giugno, diverse ore prima dell'assalto anfibio, e fu assegnata alla 3ª e alla 5ª Brigata paracadutista. La seconda l'Operazione Mallard, sarebbe cominciata la sera del 6 e venne assegnata alle rimanenti unità della divisione.
Nello specifico, gli obiettivi di Tonga erano principalmente tre: il primo era la cattura dei due ponti presso Ranville e Bénouville, uno sul fiume Orne e uno sul Canale di Caen che scorre accanto; i ponti diverranno noti in seguito come Horsa e Pegasus. La Zona di lancio più vicina era a nord di Ranville (ZL N), circa un chilometro e mezzo a est dei ponti, e i soldati avrebbero impiegato alcune ore per raggiungerli; si optò quindi per un raid diretto con alianti (ZA X e Y) che avrebbe permesso di far giungere un minor numero di uomini, ma vicini all'obiettivo e già pronti al combattimento, in grado di sfruttare al massimo l'effetto sorpresa. Il secondo obiettivo era la distruzione della batteria d'artiglieria a Merville, la quale avrebbe potuto causare perdite importanti sulla spiaggia Sword. Il terzo obiettivo era la distruzione di alcuni ponti lungo il fiume Dives, nei pressi di Varaville, Robehomme, Bures e Troarn (ZL V e K). Infine le unità avrebbero dovuto tenere le posizioni e atteso l'arrivo delle forze alleate respingendo i contrattacchi tedeschi.

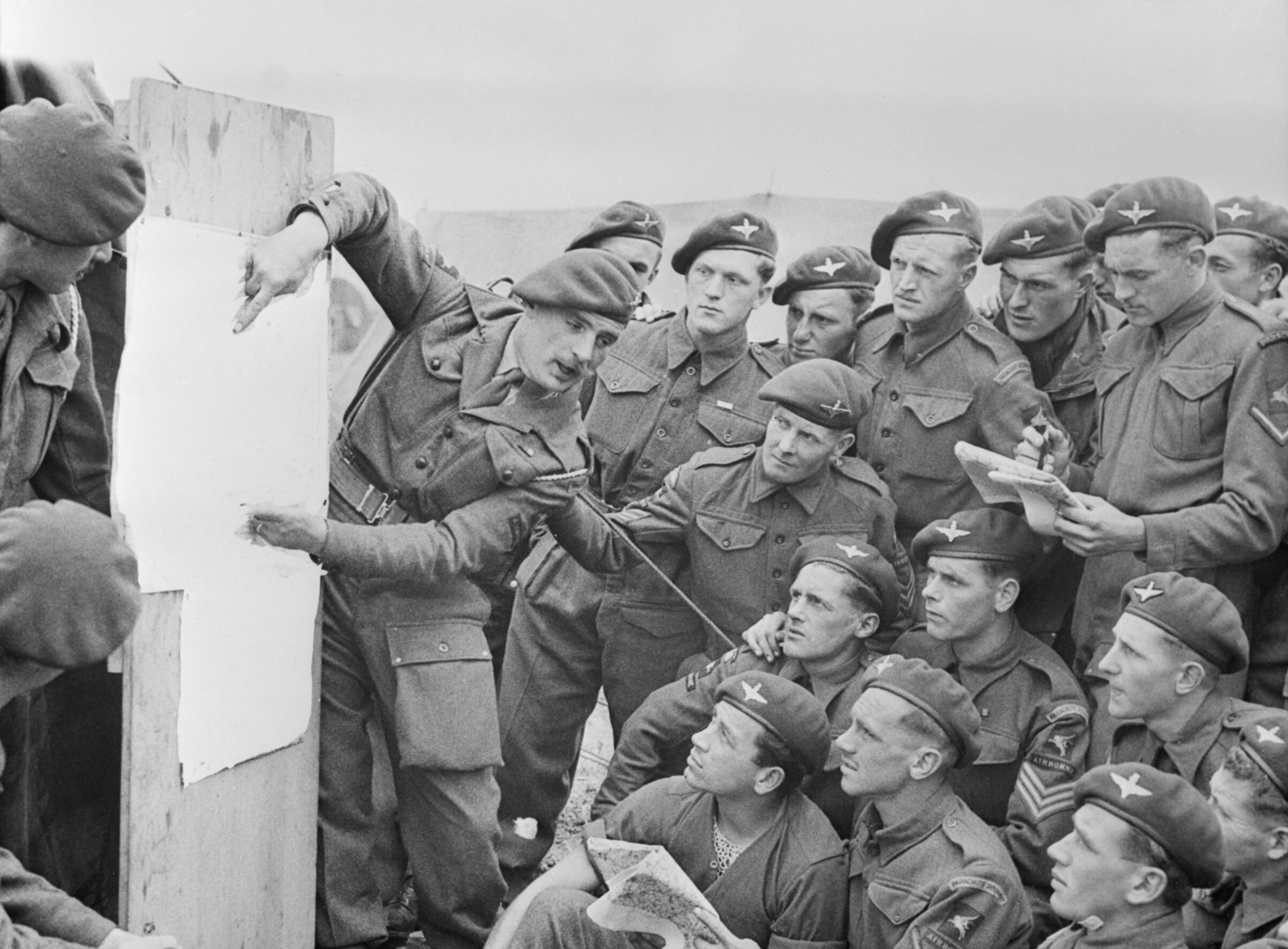
Paracadutisti durante un briefing

L'organizzazione iniziò in febbraio, a cominciare dalle unità aeree che avrebbero portato i soldati oltre la Manica. Due gruppi aerei della Royal Air Force furono selezionati, in modo da poter portare tutta la divisione in due soli viaggi; gli equipaggi iniziarono subito un addestramento specifico per tale missione. La 6ª Divisione tra febbraio e aprile effettuò delle esercitazioni di lancio su larga scala, impiegando fino a 700 aerei, su zone di lancio multiple, così da trovare il modo migliore per dispiegare rapidamente unità delle dimensioni di brigate. Anche i piloti degli alianti si addestrarono tutto il giorno; una volta familiarizzati con le manovre d'atterraggio diurne, gli equipaggi iniziarono con l'addestramento notturno, aggiungendo pure dei pali conficcati nel terreno per imitare le difese tedesche. I pali infatti, chiamati asparagi di Rommel, servivano per danneggiare gli alianti in fase di atterraggio e quindi ferire o uccidere gli occupanti. Le truppe scelte per colpire la batteria d'artiglieria passarono settimane ad addestrarsi in un campo speciale dov'era stata riprodotta la struttura difensiva tedesca, mentre i soldati del raid si addestrarono presso Exeter, dove il fiume Exe e il canale artificiale vicino erano un'ottima imitazione dei loro obiettivi in Normandia. I piloti di aerei e alianti presero parte costantemente a riunioni dove furono mostrate loro mappe e fotografie dei loro obiettivi, delle aree di lancio e atterraggio, dei ponti e della batteria di Merville. Venne persino realizzato un filmato a colori, eseguito con foto di ricognizioni, che alla giusta velocità e altezza, riproducevano su un modello in scala il percorso che gli alianti avrebbero effettuato.

### Ordine di battaglia della 6ª Divisione aviotrasportata
L'ordine di battaglia della divisione per il D-Day era il seguente:
- 6ª Divisione aviotrasportata (maggior generale Richard Nelson Gale)
  - Unità Divisionali
    - 53º Reggimento aviotrasportato leggero (Worcestershire Yeomanry), Royal Artillery (tenente colonnello Tony Teacher)
    - 2ª Unità (aviotrasportata) d'osservazione avanzata, Royal Artillery (maggiore Harry Rice)
    - 2ª Batteria contraerea leggera aviotrasportata, Royal Artillery (maggiore W. A. H. Rowatt)
    - 6ª Unità postale divisionale aviotrasportata, Royal Engineers (capitano J. C. G. Hine)
    - 22ª Compagnia paracadutista indipendente (maggiore Francis Lennox-Boyd)
    - 6º Reggimento corazzato aviotrasportato da ricognizione (tenente colonnello Godfrey Stewart)
    - 6ª Unità aviotrasportata addetta ai segnali, Royal Corps of Signals (tenente colonnello D. Smallman-Tew)
    - 63ª Compagnia mista, Royal Army Service Corps (maggiore A. C. Billie-Top)
    - 398ª Compagnia mista, Royal Army Service Corps (maggiore M. E. Phipps)
    - 716ª Compagnia mista, Royal Army Service Corps (maggiore E. C. Jones)
    - 6ª Unità (aviotrasportata) divisionale da campo, Royal Army Service Corps (maggiore W. L. Taylor)
    - 6ª Unità (aviotrasportata) divisionale tecnica, Royal Electrical and Mechanical Engineers (maggiore E. B. Bonniwell)
    - 10º Distaccamento aviotrasportato leggero di soccorso, Royal Electrical and Mechanical Engineers
    - 12º Distaccamento aviotrasportato leggero di soccorso, Royal Electrical and Mechanical Engineers
    - 6ª Compagnia (aviotrasportata) divisionale sicurezza, Royal Military Police (capitano Irwin)
    - 317ª Sezione sicurezza da campo, Intelligence (capitano F. G. MacMillan / capitano Donaldson-Loudon)

  - 3ª Brigata paracadutista (brigadiere generale James Hill)
    - 8º Battaglione paracadutista Midland Counties (tenente colonnello Alastair Pearson)
    - 9º Battaglione paracadutista Eastern and Home Counties (tenente colonnello Terence Otway)
    - 1º Battaglione paracadutista canadese (tenente colonnello George Bradbrooke)
    - 3ª Batteria anticarro aviotrasportata, Royal Artillery (maggiore Nick Crammer)
    - 3º Squadrone paracadutista, Royal Engineers (maggiore Tim Roseveare)
    - 224ª Ambulanza paracadutista da campo, Royal Army Medical Corps (tenente colonnello D. H. Thompson)

  - 5ª Brigata paracadutista (brigadiere generale Nigel Poett)
    - 7º Battaglione paracadutista (fanteria leggera) (tenente colonnello Richard Geoffrey Pine-Coffin)
    - 12º Battaglione paracadutista Yorkshire (tenente colonnello Anthony Percival Johnson)
    - 13º Battaglione paracadutista Lancashire (tenente colonnello Peter Luard)
    - 4ª Batteria anticarro aviotrasportata, Royal Artillery (maggiore Peter Dixon)
    - 591º Squadrone paracadutista, Royal Engineers (maggiore Andy Wood[N 1])
    - 225ª Ambulanza paracadutista da campo, Royal Army Medical Corps (tenente colonnello Bruce Harvey)

  - 6ª Brigata aviotrasportata (brigadiere generale Edwin Flavell)
    - 12º Battaglione The Devonshire Regiment (tenente colonnello Dick Stevens)
    - 2º Battaglione The Oxfordshire and Buckinghamshire Light Infantry (tenente colonnello Michael Roberts)
    - 1º Battaglione Royal Ulster Rifles (tenente colonnello Jack Carson)
    - 249ª Compagnia (aviotrasportata) da campo, Royal Engineers (maggiore Sandy Rutherford)
    - 195ª Ambulanza aviotrasportata da campo, Royal Army Medical Corps (tenente colonnello Bill Anderson)

  - Unità aggregate
    - Reggimento piloti alianti
      - 1º Stormo (tenente colonnello Iain Murray)
      - 2º Stormo (tenente colonnello John Place)

    - 245ª Compagnia di sicurezza (per il Quartier Generale), Royal Military Police

### Zone di Lancio e Atterraggio
| Unità | Velivoli                                                          | Zona assegnata                | Obiettivo                                                                                                | Orario arrivo |
| --- | ----------------------------------------------------------------- | ----------------------------- | --- | ------------- |
| Esploratori e raid |                                                                   |                               | |               |
| - Compagnia D (Reggimento Oxfordshire and Buckinghamshire) - Due plotoni del Genio militare                                                                              | 6 Horsa                                                           | X e Y (Ranville e Bénouville) | Cattura di ponte sul fiume Orne e sul canale                                                             | 00:20         |
| 22ª Compagnia indipendente paracadutisti (esploratori) | 6 o 7 Albemarle                                                   | N                             | Piazzare i radiofari nelle zone di lancio                                                                | 00:20         |
| Esploratori del: - 9º Battaglione paracadutista - 1º Battaglione paracadutista canadese - quartier generale della 3ª Brigata paracadutista                               | 16 Albemarle                                                      | V                             | Distruzione dei ponti sul Dives                                                                          | 00:20         |
| Esploratori dell'8º Battaglione paracadutista | 4 Albemarle                                                       | K                             | Distruzione dei ponti sul Dives                                                                          | 00:20         |
| Prima ondata |                                                                   |                               | |               |
| - 5ª Brigata - Parte del quartier generale di divisione | 91 Stirling (2 per il quartier generale), 27 Dakota, 19 Albemarle | N                             | Rendere sicura la zona dei ponti sull'Orne e sul Canale e l'area per gli alianti dell'operazione Mallard | 00:50         |
| 3ª Brigata (tranne l'8º Reggimento) | 71 Dakota, 11 Horsa                                               | V (Varaville e Robehomme)     | Distruggere la batteria di Merville e i due ponti sul Dives e sull'affluente Divette                     | 00:50         |
| 8º Reggimento (3ª Brigata) | 37 Dakota, 6 Horsa                                                | K (Troarn e Bures-sur-Dives)  | Distruggere i ponti sul Dives                                                                            | 00:50         |
| Seconda ondata |                                                                   |                               | | 00:50         |
| Quartier generale di divisione e batteria anticarro | 68 Horsa, 4 Hamilcar                                              | N                             | | 03:20         |
| Terza ondata |                                                                   |                               | |               |
| Distaccamento del 9º Reggimento e del Genio militare | 3 Horsa                                                           | Batteria di Merville          | | 04:30         |
| Operazione Mallard |                                                                   |                               | |               |
| Quartier Generale 6ª Brigata, 1º Reggimento (6ª Brigata), 6º Reggimento corazzato da ricognizione                                                                        | 116 Horsa, 30 Hamilcar                                            | N                             | Rafforzare le posizioni ottenute                                                                         | 21:00         |
| 2º Reggimento The Oxfordshire and Buckinghamshire (tranne la Compagnia D), Compagnia A (12º Reggimento The Devonshire Regiment), 195ª Ambulanza aviotrasportata da Campo | 110 Horsa                                                         | W                             | Rafforzare le posizioni ottenute                                                                         | 21:00         |
| [ 22 ] [ 23 ] |                                                                   |                               | |               |

## Le forze tedesche

### Gli uomini in campo
Sulla costa settentrionale francese erano presenti due armate tedesche dell'Heeresgruppe B a guardia di un'eventuale invasione. Posizionata al Passo di Calais vi era la 15ª Armata, mentre la 7ª Armata era in Normandia. L'area designata per la 6ª Divisione aviotrasportata era nella zona di confine tra le due, scelta nella speranza che i tedeschi perdessero tempo nel decidere di chi fosse la competenza di respingere l'assalto. La 7ª Armata possedeva diverse divisioni lungo la costa e altre nell'entroterra in grado di muoversi rapidamente e opporsi all'invasione quando e dove essa fosse avvenuta. Nelle prime ore dello sbarco, gli Alleati si aspettavano che la divisione aviotrasportata avrebbe potuto subire un contrattacco da non meno di tre divisioni di fanteria e due divisioni corazzate. Esse erano però dislocate in un'area molto vasta e, avendo anche altre responsabilità, non poterono contrattaccare con tutta la loro forza. Con il giungere poi delle truppe via mare, i tedeschi avrebbero dovuto combattere lungo la costa contro britannici e canadesi sbarcati sulle spiagge denominate Gold, Juno e Sword Beach. Altre unità inoltre sarebbero dovute rimanere lungo la costa per impedire eventuali altri assalti anfibi.
Delle divisioni di fanteria nell'area d'arrivo della 6ª Divisione, la 711ª Divisione di fanteria, con base a est dell'Orne, era la meglio equipaggiata, dotata di artiglieria e di carri armati, oltre ad avere un organico di 13 000 uomini. Questi erano, per la maggior parte, a est del fiume Dives ed ebbero difficoltà a prendere possesso dei ponti lungo il fiume prima che i paracadutisti li distruggessero. A ovest dell'Orne vi era la 716ª Divisione di fanteria, in condizioni pessime rispetto alla 711ª: essa possedeva otto battaglioni in forze per combattere, due dei quali formati da soldati sovietici o dell'Est Europa, unitisi ai tedeschi per l'odio provato nei confronti del comunismo o come alternativa al morire di stenti in un campo di concentramento. Le principali forze in grado di contrapporsi con efficacia ai britannici erano la 12ª Divisione Panzer SS e la 21ª Divisione Panzer, entrambe di 20 000 uomini. La 12ª era stanziata a Lisieux e avrebbe impiegato non meno di dodici ore prima di prendere contatto con i paracadutisti, mentre la 21ª, considerata nell'immediato la più pericolosa, era saldamente arroccata a protezione di Caen. Infine, a circa un giorno di distanza, presso Chartres, era stanziata la Panzer-Lehr-Division. Le prime ore dopo il lancio sarebbero state le più critiche per la 6ª Divisione, dato che un immediato contrattacco organizzato avrebbe condotto al fallimento l'intera operazione. Tuttavia, le prime ore di un'invasione sono le più difficili anche per i difensori, che infatti si trovarono nel caos più completo. I primi scontri furono scaramucce isolate e solo quando la fanteria alleata giunse dal mare, i tedeschi erano riusciti ad organizzarsi per attaccare i paracadutisti. Il tempo perso però permise a questi ultimi di prepararsi a loro volta per respingerli.

### Le difese

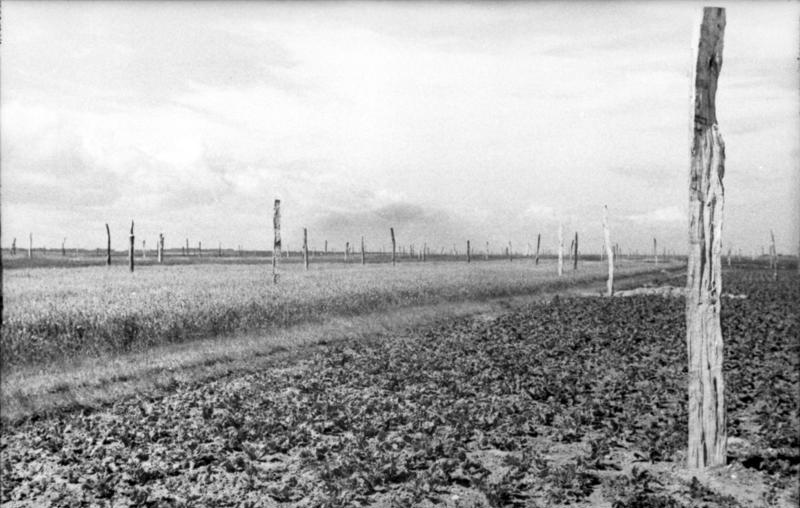
Gli "asparagi di Rommel", le difese contro gli alianti

Per ordine di Hitler, il generale Erwin Rommel era stato nominato, nel novembre 1943, Ispettore generale delle difese costiere nonché comandante dell'Heeresgruppe B. In base alle sue direttive, i tedeschi aumentarono le difese statiche e posizionarono numerosi ostacoli, soprattutto nell'entroterra, poiché il generale riteneva che solo un terzo delle postazioni già presenti fossero adeguate. In particolare, contro gli alianti, Rommel fece realizzare diversi campi minati e fece piantare nel terreno migliaia di pali – gli asparagi di Rommel – alti un paio di metri, a volte collegati a qualche trappola esplosiva, per danneggiare i velivoli in fase di atterraggio. Rommel stesso annotò sul suo diario che, dopo un'ispezione, fu ordinato ad una divisione di piantare circa 300 000 pali e ad un corpo d'armata fino a 900 000
Guardando in direzione della spiaggia, la batteria di Merville era protetta da due postazioni fortificate, con circa trenta bunker e una postazione d'osservazione. La batteria stessa era difesa da un bunker con una postazione di comando, due fortini, una postazione per i Flak 88 e quattro casematte in calcestruzzo, con muri spessi due metri sopra i quali vi erano altri due metri di terra e con due porte d'acciaio ai due lati di ciascuna come soli ingressi, in grado di contenere pezzi d'artiglieria con cannoni fino a 150 mm di diametro, il cui effetto sulle truppe sbarcate a Sword Beach avrebbe potuto essere devastante. Tutto questo in un'area di quattrocento metri, circondati da due linee di filo spinato – quella interna alta due metri e mezzo – che racchiudevano a loro volta un campo minato largo tra 1,5 e 2,5 metri. A nord, vi era inoltre un fossato anticarro profondo quattro metri e lungo nove.

## L'invasione

### Il decollo

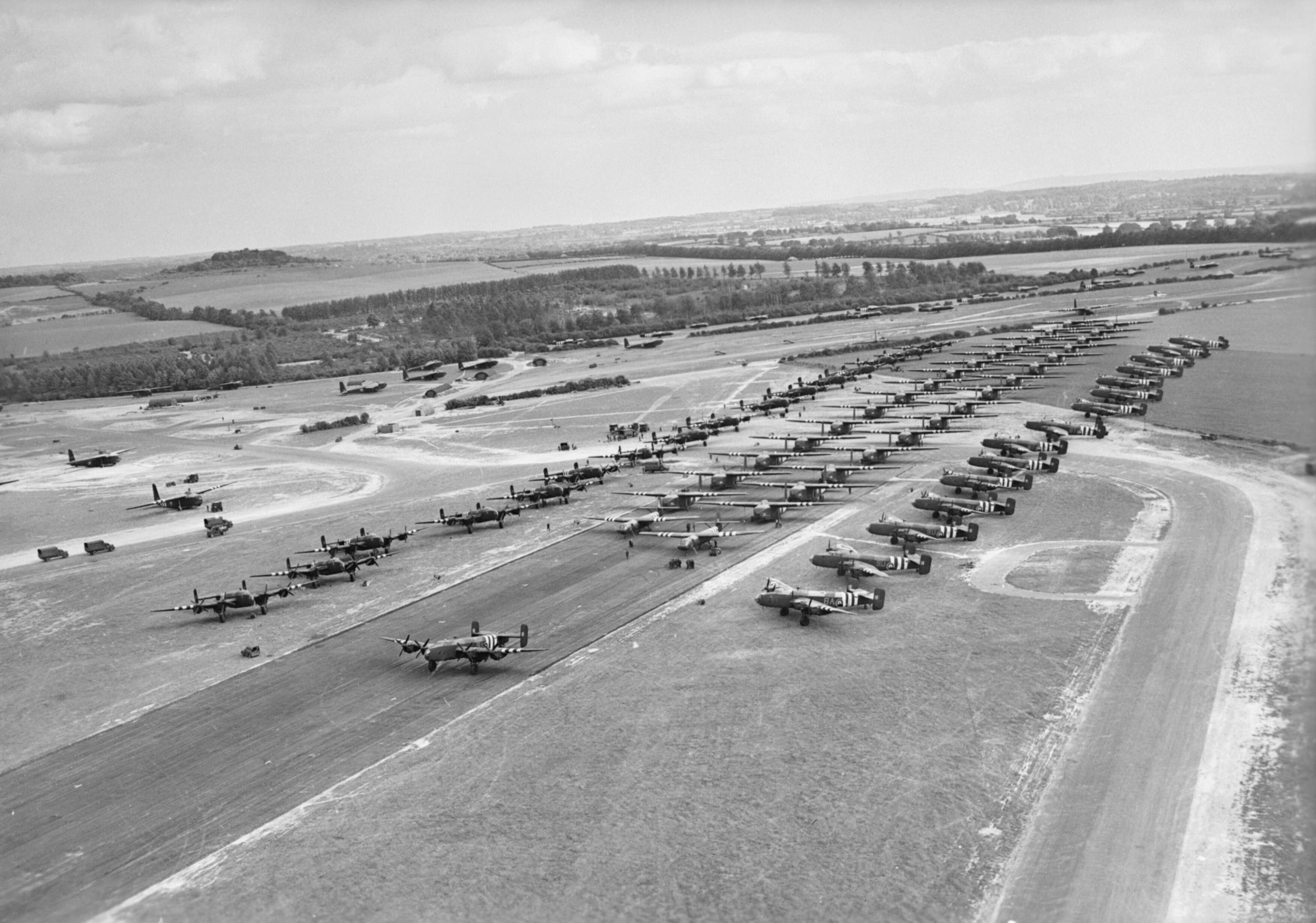
Aerei e alianti britannici nella base RAF di Tarrant Rushton in attesa di decollare per il D-Day

Alle 22:56 (un'altra fonte riporta alle 22:30) del 5 giugno 1944, sei bombardieri pesanti Halifax decollarono dalla base aerea di Tarrant Rushton nella contea di Dorset, trainando sei alianti Horsa con a bordo gli uomini del maggiore John Howard, il cui obiettivo erano i ponti sull'Orne e sul Canale poco lontano. Questi alianti portavano la Compagnia D del 2º Battaglione del Reggimento Oxfordshire and Buckinghamshire – aggregato alla 5º Brigata paracadutista per la prima fase dell'invasione – e due plotoni del Genio militare. Tra le 23:00 e le 23:20, sei (o 7) aerei da trasporto Albemarle decollarono a loro volta da Harwell, nell'Oxfordshire, trasportando gli esploratori della 22ª Compagnia indipendente paracadutisti, il cui compito era posizionare i radiofari per le tre zone di lancio. Subito dopo, seguirono altri venti Albemarle con a bordo parte del 9º Battaglione paracadutista, del 1º Battaglione paracadutista canadese, del quartier generale della 3ª Brigata paracadutista e dell'8º Battaglione paracadutista.
Mezzora dopo, iniziò il decollo del resto della divisione. La prima ondata, che doveva arrivare attorno alle 00:50, era formata da 239 (o 245) C-47 Dakota, Short S.29 Stirling e Albermarle, oltre a diciassette alianti Horsa, con il grosso della 3ª e della 5ª Brigata. La seconda ondata, che sarebbe giunta verso le 03:20, era formata da 65 (o 68) alianti Horsa e 4 alianti Hamilcar, con a bordo il quartier generale della divisione e una batteria anticarro. La terza ondata, che doveva essere in Francia per le 04:30, consisteva di tre alianti Horsa, che avrebbero portato uomini del genio e parte del 9º Battaglione paracadutista direttamente sulla batteria di Merville.

### Il raid sui pontiHorsaePegasus

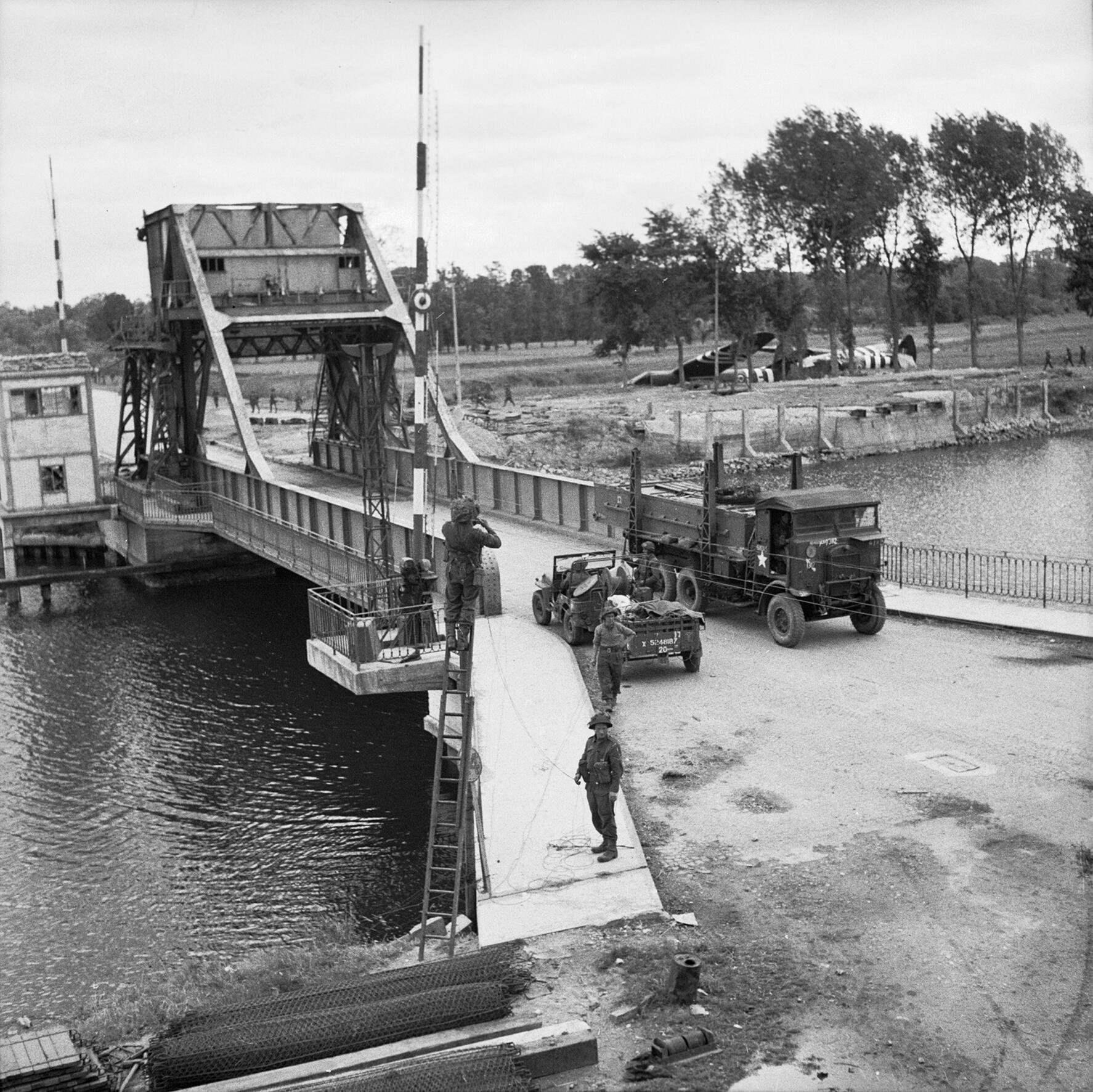
Il ponte Pegasus prende il nome dal mitologico cavallo alato Pegaso, simbolo dell'unità britannica che lo conquistò nel giugno 1944

Tra le 00:15 e le 00:30 del 6 giugno 1944, i primi uomini della 6ª Divisione aviotrasportata, nonché i primi soldati alleati a toccare terra francese dal 1940, giunsero a bordo di alianti presso Bénouville, vicino al Canale di Caen, nel raid ai ponti del maggiore Howard, ufficialmente denominato Operazione Deadstick. Tre alianti giunsero vicino al ponte Pegasus, sul canale, e tre, a causa di errori nella navigazione, a una decina di chilometri dal ponte Horsa, sull'Orne. Al Canale di Caen, i soldati della fanteria leggera si affrettarono ad assaltare le postazioni tedesche, attaccando le guardie e lanciando bombe a mano nei bunker, dove credevano fosse il congegno per attivare gli esplosivi che i tedeschi avevano posizionato sul ponte. Presso l'Orne, i britannici usarono un mortaio per sopprimere una mitragliatrice tedesca, unica difesa presso il fiume, prima di impossessarsi del ponte. Nel giro di quindici minuti, i due ponti erano stati presi con un numero ridotto di perdite e i genieri avevano scoperto che sui due non erano state posizionate cariche esplosive. Il tenente Den Brotheridge, deceduto sul ponte Pegasus, è stata la prima vittima alleata del D-day.
Mentre attendevano i rinforzi dal cielo e dal mare, gli uomini del raid dovettero respingere diversi tentativi disorganizzati tedeschi di riprendersi i ponti. Alle 01:30, due carri armati tedeschi tentarono di raggiungere i ponti ma furono respinti, e uno distrutto, grazie ad un'arma anticarro PIAT.

### L'arrivo degli esploratori
Non fu così semplice invece per gli esploratori della 22ª Compagnia indipendente paracadutista, i quali dovevano posizionare dei radiofari per guidare il resto della 6ª Divisione nelle zone K, N e V ma il vento forte e gli errori di lancio spinsero quasi tutte le squadre fuori zona, tranne una, obbligando i piloti a sorvolare le aree di lancio due o tre volte. Gli esploratori della zona N finirono molto sparsi, causando un ritardo di trenta minuti. Una squadra della zona K finì per errore nella zona N senza rendersene conto, piazzando così i radiofari nel luogo sbagliato causando ulteriori errori di lancio. Una squadra di esploratori del 9º Battaglione, che doveva marcare l'area per l'assalto alla batteria di Merville, venne eliminata quando un gruppo di bombardieri Avro 683 Lancaster della RAF mancò il bersaglio, la batteria, e centrò l'area dove si trova il gruppo di paracadutisti.

### La 5ª Brigata paracadutista
Sulla zona di lancio N, si lanciarono gli uomini della 5ª Brigata, guidati dal brigadiere generale Nigel Poett, il quale aveva deciso di essere sul campo nel caso il raid fallisse. Il generale però finì lontano dall'obiettivo a causa di errori di lancio degli esploratori, che atterrarono fuori bersaglio e posizionarono quindi i radiofari più a est del dovuto. Tutto il 7º Battaglione paracadutista in definitiva fini sparpagliato, tanto che alle ore 03:00 solo il 40% dell'unità era a disposizione del comandante e molto del loro equipaggiamento era andato perduto, anche se alcuni uomini raggiunsero il gruppo quella notte e il giorno seguente. Nonostante ciò, il battaglione riuscì a raggiungere gli uomini del raid preparandosi per le controffensive. I primi tentativi tedeschi furono isolati e disorganizzati, tra le 05:00 e le 07:00, ma crebbero d'intensità nella mattinata. Alle ore 10:00 un aereo tedesco tentò di distruggere il ponte sul Canale sganciando una bomba da 450 kg ma questa non esplose; anche due pattugliatori costieri tentarono di attaccare il ponte ma furono respinti.
Da terra, il 2º Battaglione del 192º Reggimento Panzergrenadier attaccò i ponti dall'area di Bénouville. I paracadutisti e la fanteria leggera britannica però resistettero a quello e ai successivi contrattacchi, con un bilancio complessivo tra i 13 e i 17 mezzi blindati tedeschi distrutti e prendendo poi Bénouville combattendo casa per casa. Nel frattempo, per metà giornata, gli uomini del 7º Battaglione britannico ancora dispersi si riunirono quasi tutti alla loro unità. Nonostante la ferocia dei combattimenti, i britannici riuscirono a tenere i ponti fino alle 19:00 del 6 giugno, quando furono raggiunti dalla 3ª Divisione di fanteria che iniziò a prendere possesso dell'area rimpiazzando completamente gli uomini del raid e il 7º Battaglione all'01:00 del 7 giugno.
Nel frattempo il 12º Battaglione, la maggior parte dei cui uomini finì nella foresta a est della zona di lancio, consisteva in meno di due terzi del totale quando si diresse verso il suo obiettivo, Le Bas de Ranville, mentre la situazione del 13º, che doveva conquistare Ranville, era leggermente migliore. In totale sedici uomini erano morti durante il lancio, ottantadue erano feriti e quattrocentotrentadue erano stati dichiarati dispersi, di cui alcuni in seguito riuscirono a ricongiungersi con la propria unità. Il 12º Battaglione portò a termine il proprio obiettivo alle 04:00; il 13º trovò più resistenza ma riuscì nel suo intento all'incirca per la stessa ora. Una compagnia del 13º Battaglione rimase nella zona di lancio a proteggere gli uomini del genio mentre questi smantellavano gli esplosivi e i pali per rendere sicura la zona d'atterraggio degli alianti che sarebbero giunti con il quartier generale di divisione. I due battaglioni attesero poi senza problemi l'arrivo della fanteria da Sword Beach. Solamente il 12º Battaglione venne attaccato con colpi di mortaio e artiglieria e dovette respingere due assalti del 125º Reggimento Panzergrenadier, il primo distruggendo un corazzato e facendo dei prigionieri, il secondo grazie a una batteria anticarro giunta con alianti.

### La 3ª Brigata paracadutista
La 3ª Brigata, agli ordini del generale James Hill, atterrò allo stesso orario della 5ª Brigata e con le stesse problematiche in entrambe le sue zone: i suoi uomini furono dispersi sul territorio a causa del maltempo e di errori dei piloti e degli esploratori, che posizionarono male o in luoghi sbagliati i radiofari.
L'8º Battaglione paracadutista, che doveva distruggere due ponti a Bures e uno a Troarn, fu disperso in un ampio territorio, tanto che alcuni uomini finirono nell'area designata per la 5ª Brigata. Quando il tenente colonnello Alastair Pearson giunse al punto d'incontro del battaglione all'01:20, vi trovò solo 30 uomini e un piccolo gruppo di genieri. Alle 03:30, il numero di soldati era salito a 141, ma mancavano sufficienti uomini del genio, con i loro esplosivi, per demolire i ponti. Pearson decise quindi di inviare un piccolo gruppo a distruggere i ponti di Bures, mentre lui guidò il resto degli uomini ad un incrocio a nord di Troarn, accanto alla foresta Bois-de-Bavant, dove attese altri rinforzi, per poi attaccare. Il gruppo giunto a Bures alle 09:15 trovò i ponti già distrutti da un gruppo di genieri alcune ore prima, così tornarono al battaglione che, nel frattempo, era stato raggiunto da una cinquantina di uomini. Pearson inviò una pattuglia di soldati e genieri per valutare la situazione del ponte di Troarn, ma questi finirono sotto il fuoco di alcuni soldati tedeschi. Dopo un breve scontro a fuoco, i paracadutisti fecero prigionieri alcuni uomini della 21ª Divisione panzer e scoprirono che il ponte era già semidistrutto. I genieri quindi completarono la sua demolizione e il gruppo si affrettò a tornare al battaglione. Raggiunti gli obiettivi, il battaglione tornò a Les Mesnil, per ingrandire l'area occupata dalla divisione.

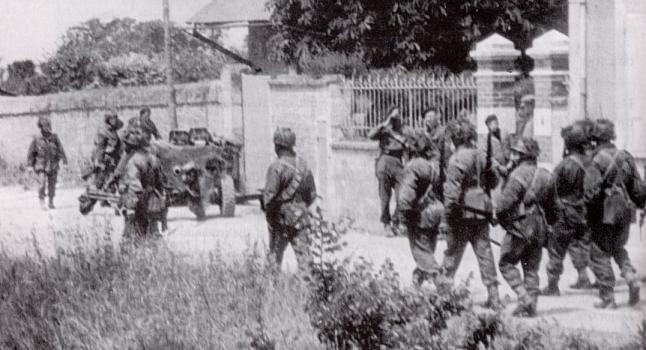
Paracadutisti britannici del 9º Battaglione

Il 1º Battaglione paracadutista canadese, che doveva distruggere un ponte a Varaville e uno a Robehomme, e il 9º Battaglione paracadutista britannico, destinato alla batteria di Merville, furono sparpagliati per una vasta area. Una parte dei canadesi finirono talmente lontani da essere più vicini alla spiaggia che ai loro obiettivi. Un'altra finì in zone alluvionate vicino a Varaville, dove, appesantiti dall'equipaggiamento, molti uomini abbandonarono tutto per evitare di annegare; alcuni però non ebbero tale fortuna. Coloro che riuscirono a evitare le aree alluvionate e finire abbastanza vicini alle zone di lancio, riuscirono a organizzarsi e dirigersi verso Robehomme, raccogliendo paracadutisti e genieri lungo la strana e raggiungendo il ponte indisturbati. Non avendo sufficiente esplosivo, alle 03:00, i paracadutisti decisero di usare quello che avevano, infliggendo danni seri alla struttura. Tre ore dopo, giunsero altri uomini del genio che portarono a termine la demolizione. Nel frattempo, un'altra compagnia cercò di completare gli obiettivi restanti: catturare una guarnigione a Varaville, distruggervi una postazione d'artiglieria, demolire un ponte sul Divette e distruggere una stazione radio vicino alla cittadina, il tutto con una frazione dei suoi 100 uomini. La guarnigione tedesca era composta da 96 soldati, con diverse mitragliatrici, e quando i canadesi la assaltarono la postazione d'artiglieria li bersagliò uccidendo alcuni uomini, compreso il comandante della compagnia. Si creò così uno stallo che terminò verso le 10:00, quando la guarnigione si arrese dopo essere stata dimezzata dal fuoco di mortai. I canadesi infine demolirono il ponte sul Divette e saranno più tardi rimpiazzati dai Commando della 1ª Brigata servizi speciali, giunti da Sword Beach.

### La batteria di Merville

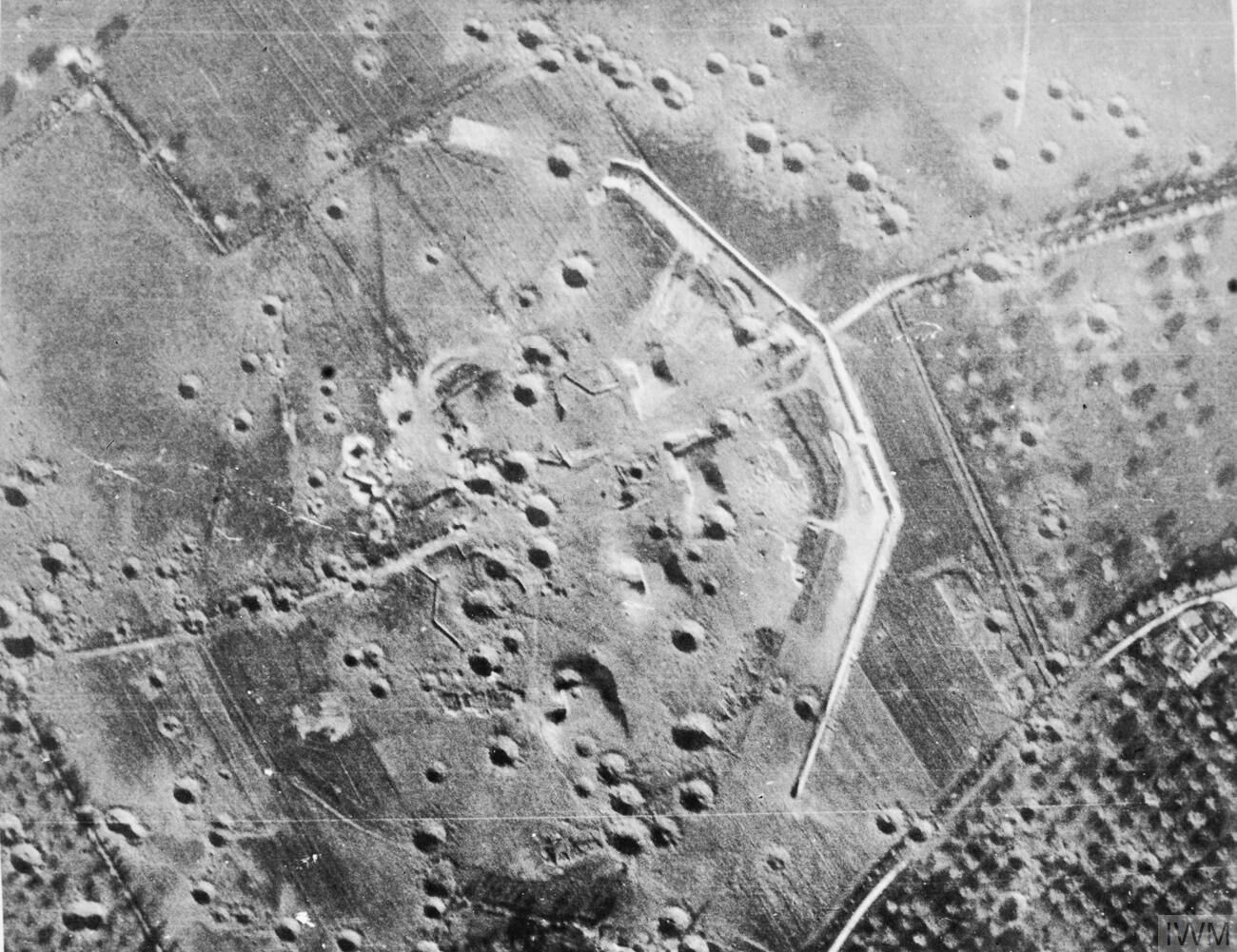
Foto aerea di un bombardamento sulla batteria di Merville nel maggio 1944

La batteria di Merville era l'obiettivo del 9º Battaglione, il quale doveva anche catturare la cittadina di Le Plein, bloccandone le strade, e catturare il quartier generale della Kriegsmarine a Sallenelles. Il tenente colonnello Terence Otway, comandante del battaglione, aveva ideato un piano complesso per assaltare la batteria: dieci uomini sarebbero stati inviati assieme agli esploratori, quattro dei quali per aprire varchi nel filo spinato e vie attraverso il campo minato. Mezzora dopo mezzanotte, prima dell'arrivo degli esploratori e dei ricognitori di Otway, cento bombardieri pesanti Avro 683 Lancaster e Handley Page Halifax della RAF, attaccarono la batteria con bombe da duemila chilogrammi nella speranza di provocare almeno danni gravi.
Anche il 9º Battaglione finì sparpagliato oltre i limiti dell'area designata. Il comandante Otway stesso e alcuni uomini atterrarono a quattrocento metri dall'area, in una fattoria usata dai tedeschi come comando di battaglione. Dopo un breve scontro a fuoco, i paracadutisti raggiunsero l'area di atterraggio all'01:30. Per le 02:35, solo 110 uomini erano pronti all'assalto portando con sé solamente una mitragliatrice Vickers e alcuni siluri bangalore. Questo fu un grosso inconveniente, poiché per catturare la batteria era necessario l'intero battaglione e un certo numero di genieri, oltre a molto equipaggiamento pesante. Otway quindi attese, affinché altri paracadutisti avessero il tempo di raggiungerli ma, dato che la batteria andava distrutta tassativamente entro le 05:30, dovette dare l'ordine di muoversi con soli 150 uomini.
Il battaglione raggiunse la batteria alle ore 04:00, si congiunse agli esploratori, i sopravvissuti dell'errato bombardamento della RAF, e si preparò all'assalto mentre alcuni uomini marcavano le zone dove posizionare i siluri bangalore per aprire dei varchi nel filo spinato e nel campo minato, marcando quattro vie usando i tacchi degli stivali sul terreno, avendo perso i nastri di segnalazione. Il battaglione venne quindi suddiviso in quattro gruppi, uno per ogni casamatta, che si posizionarono per le 04:30 – venendo avvistati però dai tedeschi che aprirono il fuoco con le mitragliatrici. Come previsto, a quell'ora giunsero gli alianti con i genieri del 591º Squadrone paracadutista con abbondanza d'equipaggiamento. Dei tre alianti del Genio militare designati per Merville, uno dovette abortire la missione mentre era ancora in Inghilterra; dei due giunti in Normandia, uno finì a più di tre chilometri dalla zona d'atterraggio, l'altro toccò terra e si fermò sul ciglio del campo minato e fu coinvolto in uno scontro a fuoco con un gruppo di tedeschi giunto in rinforzo della guarnigione. A questo punto, Otway ordinò che i bangalore fossero fatti detonare, in modo da aprire le due vie attraverso il campo minato. Le esplosioni confermarono ai tedeschi di essere sotto attacco, così aprirono il fuoco con tutto il loro potenziale causando pesanti perdite; del gruppo di paracadutisti che assaltò la casamatta n. 4, solo in quattro sopravvissero. Le altre casematte furono neutralizzate con granate a frammentazione e al fosforo bianco nelle prese d'aria, dopo che i tedeschi si erano rifiutati di aprire le porte blindate del bunker. Alle 05:00, gli scontri erano terminati e morti e feriti giacevano ovunque, dentro e fuori le fortificazioni; solo sei tedeschi sopravvissero e furono fatti prigionieri. I paracadutisti poi prepararono gli esplosivi per disabilitare i pezzi d'artiglieria, che si scoprì non essere moderni cannoni da 150 mm bensì obici da campo cecoslovacchi da 100 mm risalenti alla prima guerra mondiale. Fecero ciò che poterono con gli esplosivi che avevano a disposizione, usando anche le Gammon bomb, riuscendo a disabilitare tutti i cannoni tranne uno, che tornerà in funzione quando i tedeschi rioccuperanno la batteria. Completato l'obiettivo, i paracadutisti recuperarono i loro feriti e i prigionieri per ritirarsi e abbandonare la zona. Infatti, non avendo una radio con sé, non poterono avvisare del successo della loro missione l'incrociatore leggero HMS Arethusa, il quale aveva infatti l'ordine di aprire il fuoco sulla batteria alle 05:30, se non avesse ricevuto in tempo il segnale dagli uomini di Otway.
Complessivamente il battaglione aveva distrutto la batteria perdendo 50 uomini e subendo 25 feriti (un'altra fonte parla di 65 vittime complessive), con un tasso di perdite del 50% rispetto al totale degli uomini che avevano attaccato la batteria. I sopravvissuti si diressero quindi a Le Plein, che catturarono mettendo in fuga un plotone di tedeschi, per poi dirigersi ad un punto d'incontro prestabilito per le 05:30, troppo deboli per completare i compiti rimasti.

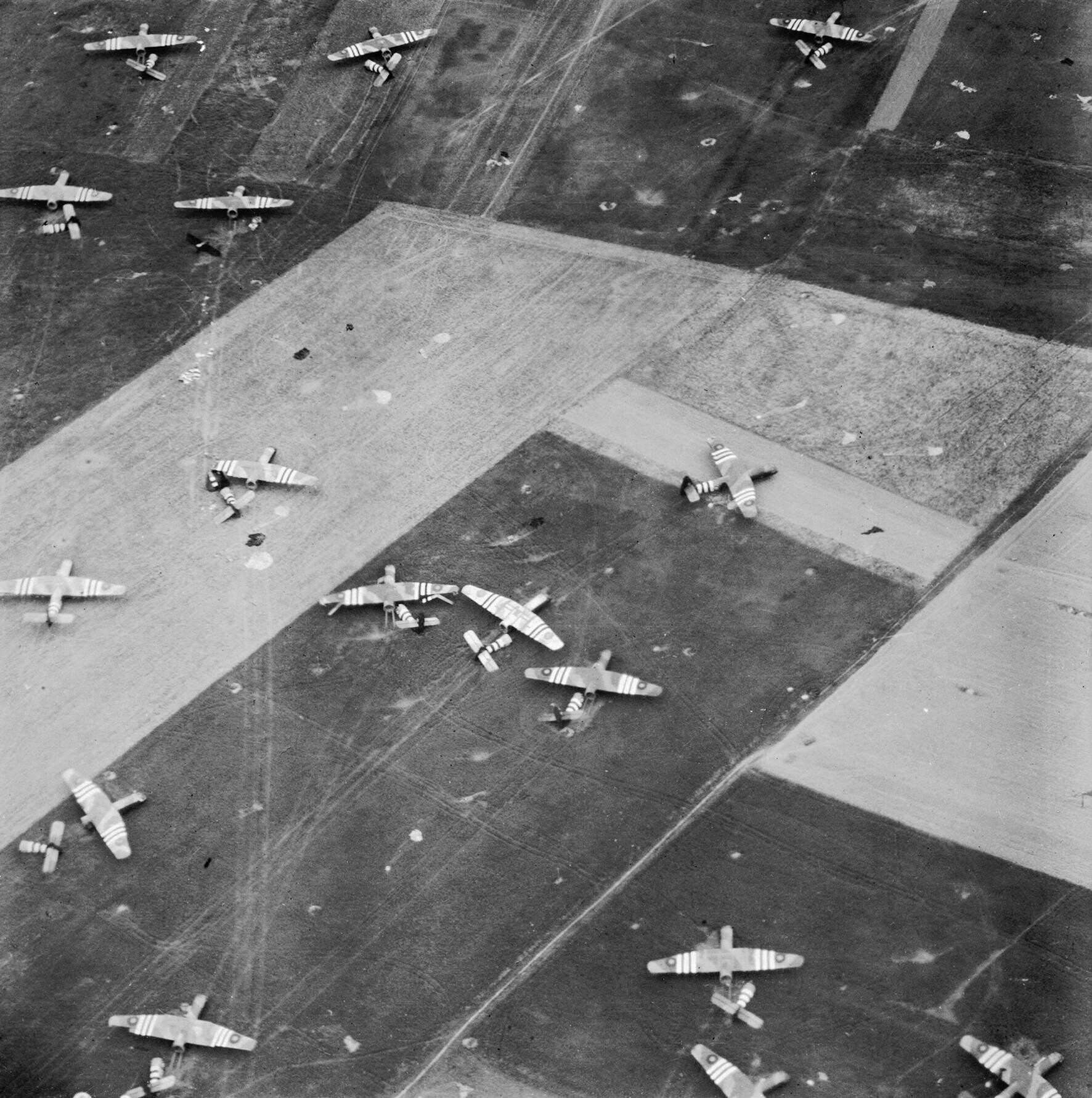
Alianti Horsa nella zona d'atterraggio N

### L'arrivo del quartier generale e il collegamento con Sword Beach
Alle ore 03:35, iniziò l'atterraggio degli alianti che portavano il quartier generale della 6ª Divisione aviotrasportata. Gli alianti centrarono l'area che gli uomini del Genio avevano ripulito dai pali esplosivi e, una volta riorganizzati, gli uomini si spostarono a Le Bas de Ranville dove fu posizionato il comando di divisione. Il quartier generale riuscì a collegarsi con il comando della 5ª Brigata alle 05:00 e con quello della 3ª alle 12:35. Infine, alle 13:35, la 6ª Divisione prese contatto con la 1ª Brigata servizi speciali giunta dalla spiaggia d'invasione.

## I diversivi britannici e la confusione tedesca
Quando l'invasione cominciò, molti dei comandanti tedeschi non erano con le loro unità sul campo, ma paradossalmente ad un meeting su un'eventuale invasione. Il primo segno dell'invasione sarebbe potuto essere il blocco della rete telefonica, le cui linee erano state tagliate dalla Resistenza francese su ordine dei servizi britannici. Essendo però un'azione tipica della Resistenza, non fu subito considerata importante dai tedeschi. Più significativo fu invece la distruzione di una conduttura che portava benzina a Sword Beach, dove un apposito dispositivo avrebbe disperso in mare e incendiato il liquido in caso di invasione.
Sin da quando i primi paracadutisti misero piede in Francia, diversi rapporti arrivarono al Comando tedesco, ma la natura confusa delle trasmissioni non permise di comprendere se si trattasse di una reale invasione. Lo stesso generale Reichert fece prigionieri due esploratori inglesi, finiti proprio sul suo quartier generale; essendo però solo due soldati non poté capire se si trattasse di un'invasione o di un semplice raid al suo Comando. La confusione fu alimentata da un'invenzione britannica chiamata Rupert, un piccolo manichino che nell'oscurità e ad una certa distanza, somigliava del tutto ad un paracadutista. I manichini contenevano dell'esplosivo che a contatto con il suolo esplodeva, dando l'impressione ai tedeschi di essere sotto attacco. I manichini furono usati anche per confondere il lancio di soldati della SAS, portando i tedeschi ad eseguire contrattacchi in aree dove non vi erano militari britannici. Per convincere ulteriormente i tedeschi che non vi era alcuna invasione in corso, gli aerei da trasporto furono equipaggiati con piccole bombe da nove chilogrammi che vennero sganciate su alcuni obiettivi nei pressi delle zone di lancio, per dare l'impressione che la mole di velivoli in arrivo fossero lì per un bombardamento di routine.
Gli errori di lancio portarono anche un beneficio agli invasori, infatti il Comando tedesco si trovò a ricevere rapporti di attacchi da parte di truppe nemiche in tutta la Normandia, obbligandolo ad inviare rinforzi anche a chilometri di distanza dalle zone di lancio alleate. Quando fu chiaro ciò che realmente stava accadendo, molti comandanti tedeschi pensarono si trattasse del diversivo per sottrarre forze da quella che doveva essere l'area d'invasione principale al Passo di Calais.

## L'Operazione Mallard
L'Operazione Mallard prevedeva l'arrivo dei 220 alianti Horsa e Hamilcar con a bordo la 6º Brigata aviotrasportata e altre unità di supporto alle brigate combattenti. La maggior parte degli alianti atterrò vicino a Ranville (ZA N) mentre il resto atterrò qualche chilometro a nord di Bénouville (ZA W), in un'area già resa libera e passata dai paracadutisti alle truppe sbarcate all'alba.
Alle ore 21:00 del 6 giugno, i primi alianti britannici giunsero in Normandia commettendo pochi errori di navigazione grazie al sole ancora alto. In prossimità delle zone d'atterraggio, i tedeschi aprirono il fuoco con i mortai e armi leggere provocando qualche vittima, prima che i britannici potessero allontanarsi e raggrupparsi nell'area convenuta. A mezzanotte del 7 giugno, tutta la 6ª Divisione proteggeva il fianco sinistro del fronte d'invasione ad eccezione del 12º Battaglione del Devonshire Regiment, giunto via mare nella giornata che seguì.

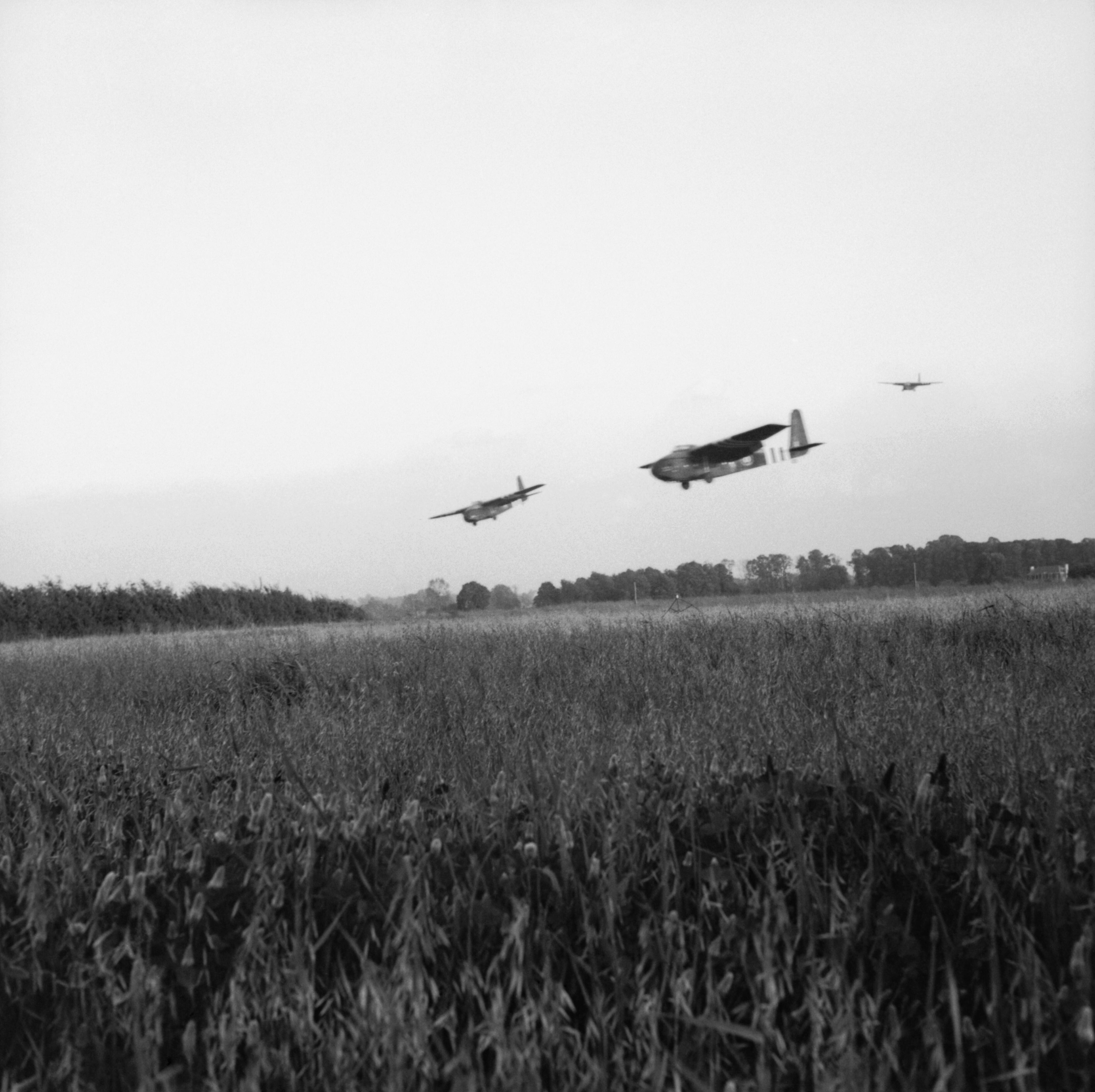
Alianti britannici in atterraggio il 6 giugno 1944

Nella ZA W, a un chilometro e mezzo a nord di Bénouville, atterrarono il 2º Battaglione Oxfordshire and Buckinghamshire di fanteria leggera – ovviamente escludendo gli uomini del raid – e la Compagnia A del 12º Battaglione. Nella ZA N, a Ranville, dov'era già atterrato il quartier generale della 6ª Brigata, giunse il 1º Battaglione e il 6º Reggimento corazzato. Quest'ultimo entrò nella storia come il primo gruppo di carri armati ad essere stato aviotrasportato. I corazzati rimasero però bloccati nei paracadute per diverse ore prima che i soldati riuscissero a liberarli dalle tele, bruciandole. Assieme ai rinforzi giunsero anche i primi pezzi d'artiglieria che in mezz'ora furono schierati e cominciarono subito ad aprire il fuoco. A tutto ciò i tedeschi risposero con un impreciso fuoco di mortai e, dove possibile, con le mitragliatrici e bombe a mano, anche sul quartier generale della divisione a Ranville, dove diversi ufficiali rimasero gravemente feriti.
La giornata si concluse con la 3ª Brigata in possesso di un fronte lungo sei chilometri e mezzo, con il 9º Battaglione a Le Plein, il 1º Battaglione canadese a Les Mesnil e l'8º Battaglione nella parte meridionale del Bois de Bavent. La 5ª Brigata aveva il 12º Battaglione a difesa di Le Bas de Ranville e il 13º a Ranville, mentre il 7º Battaglione era stato spostato come riserva. Ai due battaglioni della 6ª Brigata aviotrasportata fu commissionata l'estensione della testa di ponte a sud, ordinando al 1º Battaglione di catturare i villaggi di Longueval e Sainte Honorine mentre al 2º Battaglione di fanteria leggera, riunitosi agli uomini del raid, di procedere verso Hérouvillette ed Escoville. Infine, la 1ª Brigata servizi speciali, temporaneamente al comando della 6ª Divisione, teneva i villaggi a nord e nordest della zona di lancio N.

## Le conseguenze

### L'analisi
Alla sera del primo giorno, i ponti sull'Orne e sul canale artificiale erano in mani britanniche, l'artiglieria a Merville era stata neutralizzata e i ponti sul fiume Dives erano stati distrutti. Nonostante le pesanti perdite, quasi tutti gli obiettivi della 6ª Divisione aviotrasportata erano stati raggiunti entro i limiti di tempo prestabiliti. Il problema peggiore fu la dispersione dei paracadutisti al di fuori delle aree di lancio, dovuta soprattutto al maltempo e a errori di navigazione dei piloti. Stessa cosa per gli alianti: dieci su ottantacinque finirono a più di tre chilometri dalle zone di atterraggio. Il lato positivo della dispersione dei soldati fu l'incapacità dei tedeschi di comprendere la dimensione effettiva dell'invasione giunta dal cielo e i punti esatti in cui questa stava avvenendo.

### Le vittime
La 6ª Divisione aviotrasportata tra il 5 e il 7 giugno dispiegò sul campo circa 8 500 uomini, di cui 800 furono le vittime accertate. Si stima che i tedeschi abbiano perso 400 uomini e che altrettanti siano stati fatti prigionieri. I tedeschi persero anche all'incirca 14 mezzi corazzati o blindati e una pattugliatore sul Canale di Caen.

### Gli eventi successivi

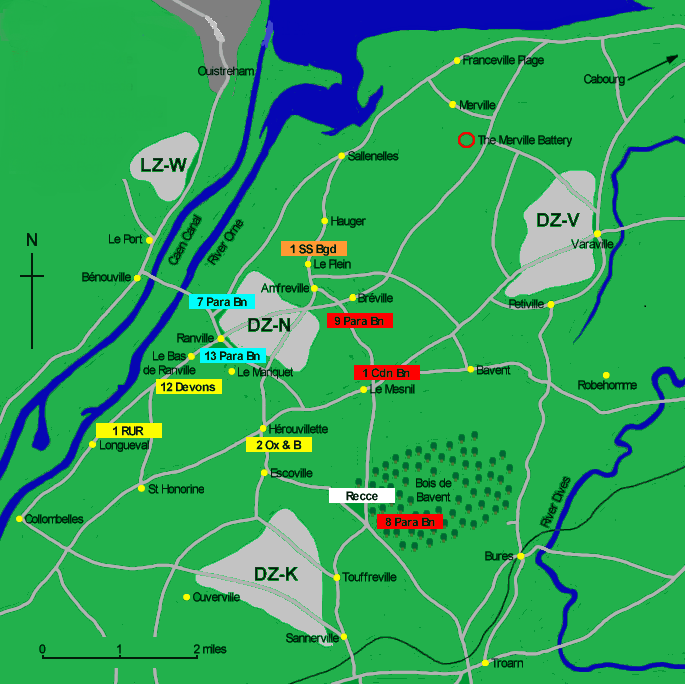
Posizione effettiva delle varie unità, il 6 giugno 1944

Dal 7 giugno, per tre giorni, la divisione fu costretta a cruenti scontri per fermare i contrattacchi tedeschi. Il 10 giugno fu deciso di espandere la testa di ponte a est del fiume Orne, anche se la divisione non era nelle condizioni adatte per tale compito, nonostante la 3ª Brigata fosse stata rinforzata con il 5º Battaglione del Reggimento Black Watch. Proprio quest'ultimo, l'11 giugno, attaccò Bréville ma incontrò una strenua resistenza venendo infine respinto e subendo gravi perdite. Il giorno seguente, tutta linea della 3ª Brigata fu investita da un pesante bombardamento d'artiglieria e assaltato da mezzi corazzati e fanteria tedeschi, in particolare nella zona del 9º Battaglione. Quest'ultimo e il battaglione Black Watch difesero strenuamente la località di Chateau Saint Come ma furono gradualmente costretti a retrocedere. Informato il Comando che il 9º Battaglione non avrebbe resistito ancora a lungo, fu ordinato a parte del battaglione canadese di contrattaccare riuscendo così a respingere l'assalto tedesco.
La divisione tenne il controllo dell'area tra l'Orne e il Dives fino al 14 giugno, quando nel versante meridionale subentrò la 51ª Divisione di fanteria Highland. La situazione sul fronte sinistro dell'invasione rimase invariata fino ad agosto, quando le truppe alleate riuscirono a sfondare le linee tedesche lungo la Senna per proseguire poi verso est.

## Nella cultura di massa
Filmografia
- Il giorno più lungo (The Longest Day) del 1962 basato sul libro omonimo di Cornelius Ryan.

Videogiochi
- Call of Duty